# Tåstrup Sø
Tåstrup Sø är en sjö i Danmark. Den ligger huvudsakligen i Århus kommun, men också i Skanderborg kommun i Region Mittjylland, 170 km väster om Köpenhamn. 
Tåstrup Sø ligger 10 meter över havet och har sitt utlopp via Tåstrup Bæk till Aarhus Å. Sjön ingår i Natura 2000 området Lillering Skov, Stjær Skov, Tåstrup Sø og Tåstrup Moseområde.